# Steven Crowder

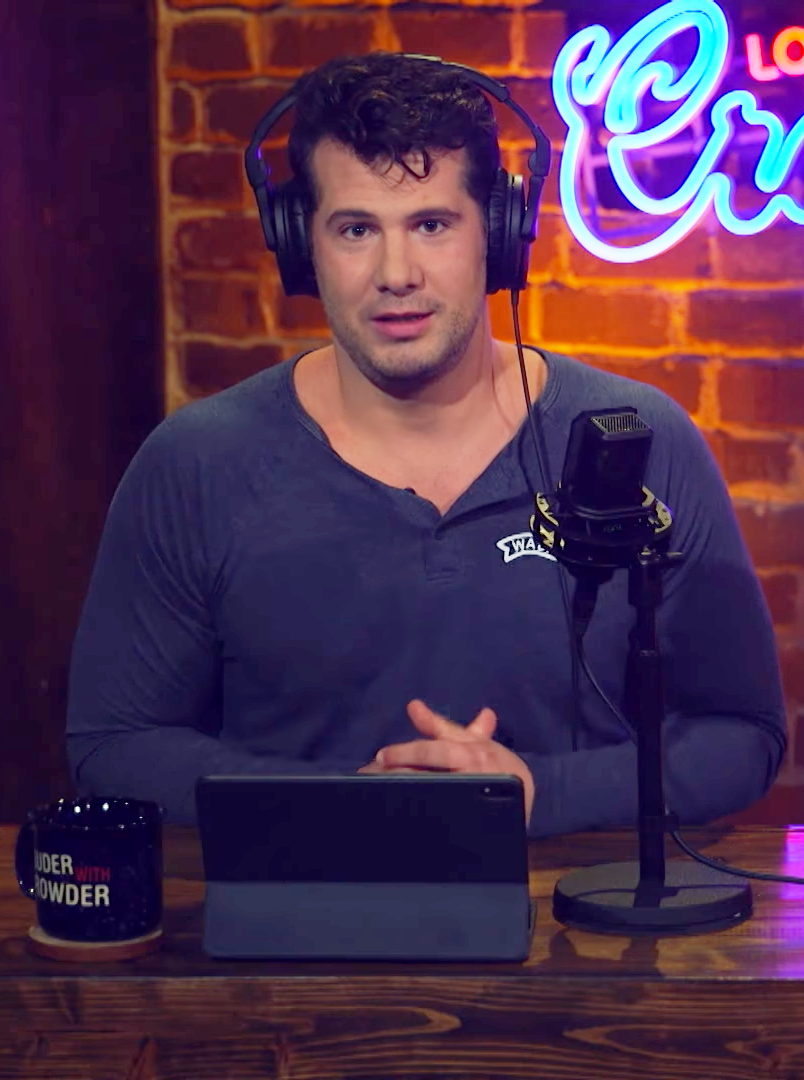
Steven Crowder (2019)

Steven Blake Crowder (* 7. Juli 1987 in Grosse Pointe, Michigan) ist ein kanadisch-US-amerikanischer konservativer politischer Kommentator, Webvideoproduzent und früherer Comedian.

## Leben
Crowder wuchs auf in Greenfield Park, Quebec. Seine Familie zog ihn christlich auf. Im Alter von 12 war er Synchronsprecher in der Fernsehserie Erdferkel Arthur und seine Freunde (1996). Ab dem Alter von 15 wollte Crowder Comedian werden und übte Stand-Up-Comedy. Zwei Jahre später trat er auf dem Just for Laughs Festival in Montreal auf. Zudem spielte er in mehreren Filmen mit, wie zum Beispiel To Save a Life (2009). Er besuchte das Champlain College in Vermont.
Im Jahr 2009 fing er an, auf YouTube Videos zu posten. Im März 2021 hatte er dort über 5,37 Millionen Abonnenten. Er arbeitete auch für Fox News Channel, welcher ihm aber im Oktober 2013 kündigte, weil er sich negativ über Sean Hannity geäußert hatte. Sein Format Louder with Crowder, das er selbst als late-night-artig bezeichnet, wurde ab Januar 2017 täglich auf dem Programm Conservative Review des Streamingdienstes CRTV ausgestrahlt, einem Tochterunternehmen von Blaze Media. Seit 2018 hostet er das Format Change my Mind, das eigenständige Episoden von Louder With Crowder darstellt, wo er statt der Studioshow in der Öffentlichkeit einen Tisch aufbaut und dort kontroverse Themen wie die ersten beiden Zusatzartikel zur US-Verfassung, Abtreibung und Gendertheorie mit interessierten Passanten diskutiert.
Crowder war von 2012 bis 2021 mit Hilary Crowder (geb. Korzon) verheiratet.

## Rezeption und Kontroversen
Crowder vertritt sehr weit rechts stehende politische Positionen. Er wurde als antifeministisch beschrieben, sowie als Teil der Manosphere und des Intellectual Dark Web gesehen. Crowder ist der Ansicht, dass Scheidungen nur erlaubt sein sollten, wenn dem Partner eine Schuld nachgewiesen werden kann. Sogenannte „verschuldensunabhängige Scheidungen“, auf Englisch „no-fault divorce“, sollten durch Gesetze eingeschränkt werden. Dies wurde als ein Angriff auf grundlegende Frauenrechte bewertet.
Für Kontroversen sorgte ein Video, das 2023 veröffentlicht wurde, in dem Crowder seine damalige schwangere Frau verbal lautstark beschimpfte, ihr vorwarf, ihre „ehefraulichen Pflichten“ nicht erfüllt zu haben und ihr verweigerte, mit dem Auto zum Einkaufen zu fahren. Die Eltern seiner heutigen Ex-Frau erwähnten gegenüber der Presse, dass sie „Jahre damit verbrachte, Stevens geistige und emotionale Misshandlung vor ihren Freunden und ihrer Familie zu verbergen, während sie versuchte, ihre Ehe zu retten.“ Später berichteten auch Angestellte seiner Firma, dass Crowder als Vorgesetzter häufig missbräuchliches Verhalten an den Tag gelegt habe.
Die Sendung Change my Mind brachte eine Reihe von Memes hervor, bei denen Crowder mit einer Tasse an einem Tisch sitzt, auf dem vorne jeweils eine kontroverse These steht und zusammen mit den Worten „Change my Mind“ (Ändere meine Meinung) zur Diskussion dieser aufgerufen wird. Das Bild wurde zunächst am 16. Februar 2018 von Crowder mit der These „Male Privilege is a Myth“ (Männliche Privilegien sind ein Mythos) veröffentlicht, dann drei Tage später mit verändertem Text von einem Twitter-Benutzer und dann auch Reddit-Benutzern wiederveröffentlicht. Seitdem werden Variationen des Bildes als Meme verwendet. Eine Google-Trends-Analyse von Meme Studio aus dem Jahr 2025 platzierte „Change My Mind“ an fünfter Stelle der 20 meistgesuchten Meme-Vorlagen in den Vereinigten Staaten. Die Analyse ergab, dass der Begriff zwischen Juni 2024 und Mai 2025 in den USA etwa 2300 Mal pro Monat gesucht wurde, wenn er mit Begriffen wie „Meme Generator“ oder „Template“ (Vorlage) kombiniert wurde.
Am 30. Mai 2019 wurde Crowder vom Vox-Journalisten Carlos Maza vorgeworfen, ihn rassistisch und wegen seiner Homosexualität beleidigt zu haben. Auf eine Beschwerde Mazas überprüfte Youtube zunächst den Kanal von Crowder, fand jedoch keine Verstöße gegen Richtlinien. Dies brachte starke öffentliche Proteste gegen die Entscheidung hervor. Youtube stellte fest, dass die Inhalte nicht für Werbung geeignet sind, sodass der Kanal „demonetarisiert“ wurde, also keine Werbeanzeigen von Youtube-Partnern mehr bei den Videos eingeblendet werden. Dies wurde von konservativer Seite kritisiert.